# Trà hoa cúc
Trà hoa cúc (tiếng Trung: 菊花茶; bính âm: júhuā chá) hay trà bông cúc là loại nước sắc làm từ hoa Chrysanthemum morifolium (cúc hoa trắng) hoặc Chrysanthemum indicum (cúc hoa vàng), phổ biến nhất là ở Đông Á. Người ta ngâm hoa cúc (thường đã được sấy khô) vào nước nóng ở nhiệt độ khoảng 90-95 °C (sau khi đun sôi), có thể thêm đường đá hay thỉnh thoảng là củ khởi. Nước trà trong suốt và có màu từ vàng nhạt đến vàng tươi. Theo truyền thống Trung Quốc, mỗi khi uống xong một ấm trà thì người ta lại châm thêm nước nóng (khiến trà lần sau nhạt hơn trà lần trước), cứ thế lặp lại vài lần. Trà hoa cúc có từ thời nhà Tống.

## Biến thể
Trà hoa cúc có một số biến thể làm từ các loại cúc trồng ở những vùng khác nhau. Trung Quốc có "Tứ đại danh cúc" (四大名菊) là Cống cúc, Hàng cúc, Trừ cúc và Bạc cúc:
- Cống cúc, tên đầy đủ là Hoàng Sơn cống cúc (黄山貢菊, tạm dịch là "cúc từ Hoàng Sơn"). Cúc trồng ở Hoàng Sơn được dược điển Trung Quốc xem là loại cây quý của dân tộc.[2]
- Hàng cúc, tên đầy đủ là Hàng bạch cúc (杭白菊, tạm dịch là "cúc trắng Hàng Châu"). Hàng bạch cúc là loại hàng xuất khẩu truyền thống nổi tiếng của Trung Quốc, được cho là có công hiệu đặc biệt đối với sức khoẻ. Hàng cúc được sách Thần Nông bản thảo kinh xem là hàng "thượng phẩm", có lợi cho khí huyết; được sách Bản thảo cương mục thập di mô tả là có vị hơi lạnh, hơi ngọt, có nhiều thành phần ích lợi cho cơ thể, có tác dụng thông phế khí, chỉ khái nghịch,...[3]
- Trừ cúc (滁菊), "Trừ" chỉ Trừ Châu, tỉnh An Huy. Đây là sản phẩm truyền thống của Trừ Châu, thành phần chứa nhiều vitamin, amino acid, có tác dụng thanh nhiệt, sáng mắt, giải độc.[4]
- Bạc cúc (亳菊), "Bạc" chỉ Bạc Châu, tỉnh An Huy.

## Tác dụng chữa bệnh

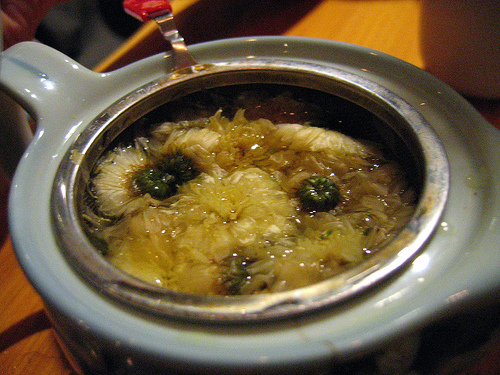
Trà hoa cúc

Theo Đông y, trà hoa cúc là có nhiều tác dụng y học như chữa đau họng, hạ sốt, giảm mụn do có tính mát. Tại Triều Tiên, loại trà này giúp người uống giữ đầu óc tỉnh táo. Trong Tây y, trà hoa cúc dùng uống hoặc đắp gạc nhằm chữa suy giãn tĩnh mạch chân hoặc xơ vữa động mạch.
Y học Trung Quốc cho rằng trà hoa cúc có khả năng làm sạch gan và mắt. Gan gắn với hành Mộc điều khiển mắt, gắn liền với sự bực dọc và căng thẳng ("can chủ nộ"). Người ta tin rằng trà có tác dụng chữa đau mắt do căng thẳng hoặc do mất cân bằng âm (thiếu nước). Trà cũng được dùng để chữa chứng mắt nhìn mờ hay nhìn thấy đốm, suy giảm thị lực hoặc hoa mắt chóng mặt. Tuy nhiên, chưa có nghiên cứu khoa học nào chứng minh các quan niệm này là đúng.

## Trà thương phẩm
Mặc dù thường được làm ở nhà nhưng ngày nay trà hoa cúc có mặt ở nhiều nhà hàng món Á (đặc biệt là nhà hàng Trung Hoa) hay các quán giải khát ở Đông Á. Trà cũng có bán ở các cửa hàng tạp hóa châu Á bên ngoài châu lục này dưới dạng đồ hộp hoặc đóng gói.